# 英国時計研究所

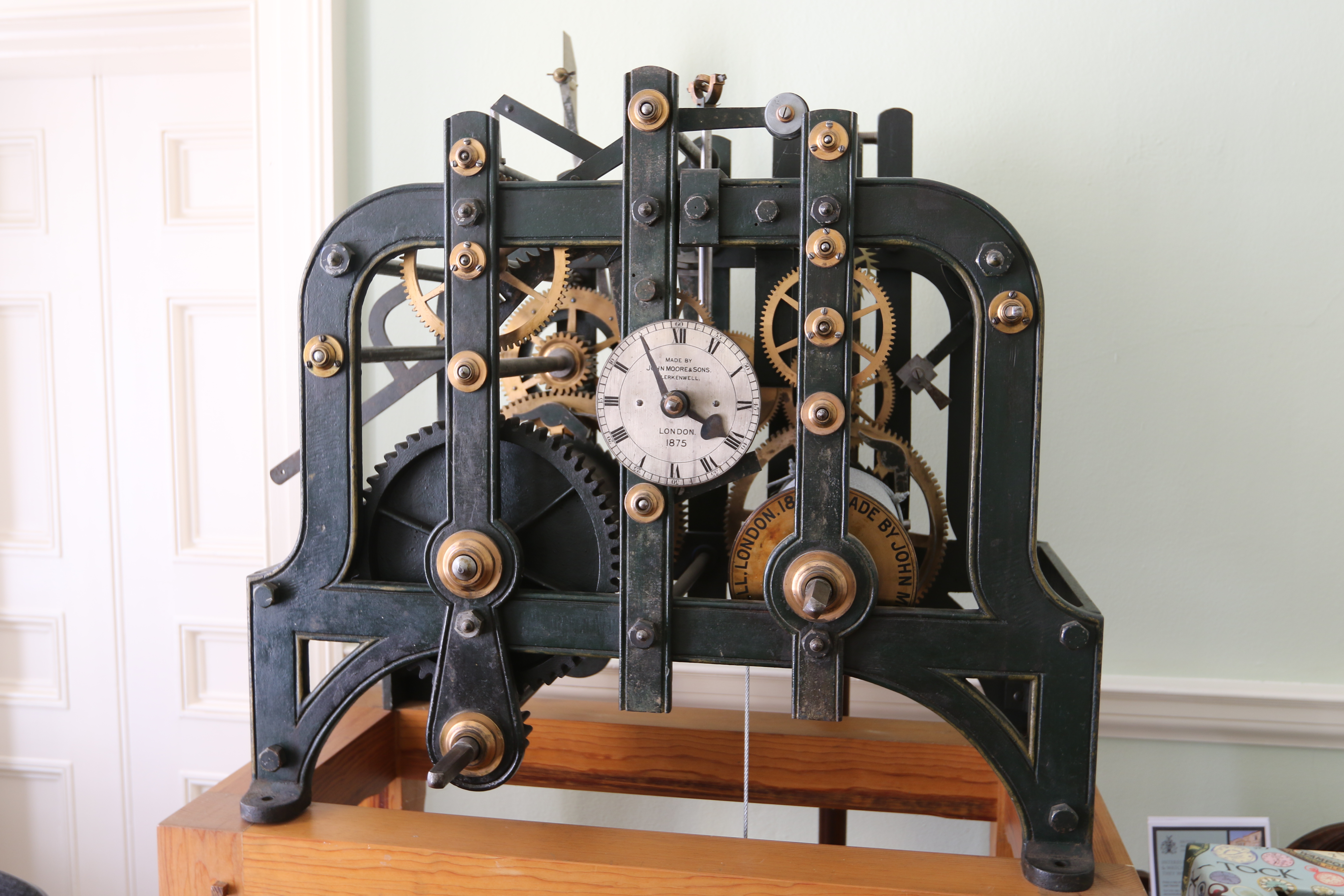
A turret clock in the museum display

英国時計研究所(えいこくとけいけんきゅうじょ、英:British Horological Institute (BHI))とはイギリスの時計産業の代表機関で1858年に時計職人が集まって設立された。
現在の研究所はノッティンガムシャーのアプトンホールにあり、時計の歴史博物館も併設されている。

## 歴史
英国時計研究所は1858年にエドワード・ダニエル・ジョンソン(英語)を含む少数の時計職人グループによって設立された。
英国時計研究所の目的は海外からの大量の時計の輸入に直面して、英国の時計産業と貿易を統一することだった。この研究所はすぐに成功を収め、1年以内に独自の博物館と図書館を設立した。また、時計と時計製造の夜間学校も始めた。
英国時計研究所の機関誌はHorological Journalで、1858年9月から毎月発行されている。これは、継続的に発行されている世界最古の技術雑誌であると言われている。

## メンバーシップ
英国時計研究所は数種類の会員制度を提供している。
準会員
誰でも会員になる事が出来る。
認定: BHI (MBHI) のメンバー
BHI会員は、レベル 4のBHI試験に合格することでなる事が出来る。会員は肩書きとしてMBHIを使用できるようになる。
認定: BHI (FBHI) フェロー
BHIの上位の会員資格、レベル5のBHI試験に合格するか、優れたキャリア実績によってBHIと認められることで取得できる。会員は肩書きとしてFBHI を使用できるようになる。
法人会員や業務提携も可能。

## リファレンス
1. ↑  “British Horological Institute. Retrieved”.   British Horological Institute. 2023年11月9日閲覧。